# 海法地铁

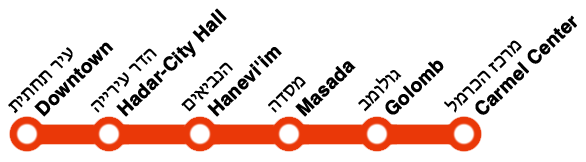
路線圖

海法地铁，又称Carmelit，是以色列的第一个地铁系统，位於海法市。海法地铁始建于1956年，于1959年开业。1986年，地铁封闭装修，至1992年重新开通。於2017年2月因大火暫停營運，在2018年10月重新开放。
海法地鐵設6站、長僅1.8公里，是目前世界上最迷你的地鐵捷運系統，同時客源主要是以觀光客為主。

## 图集

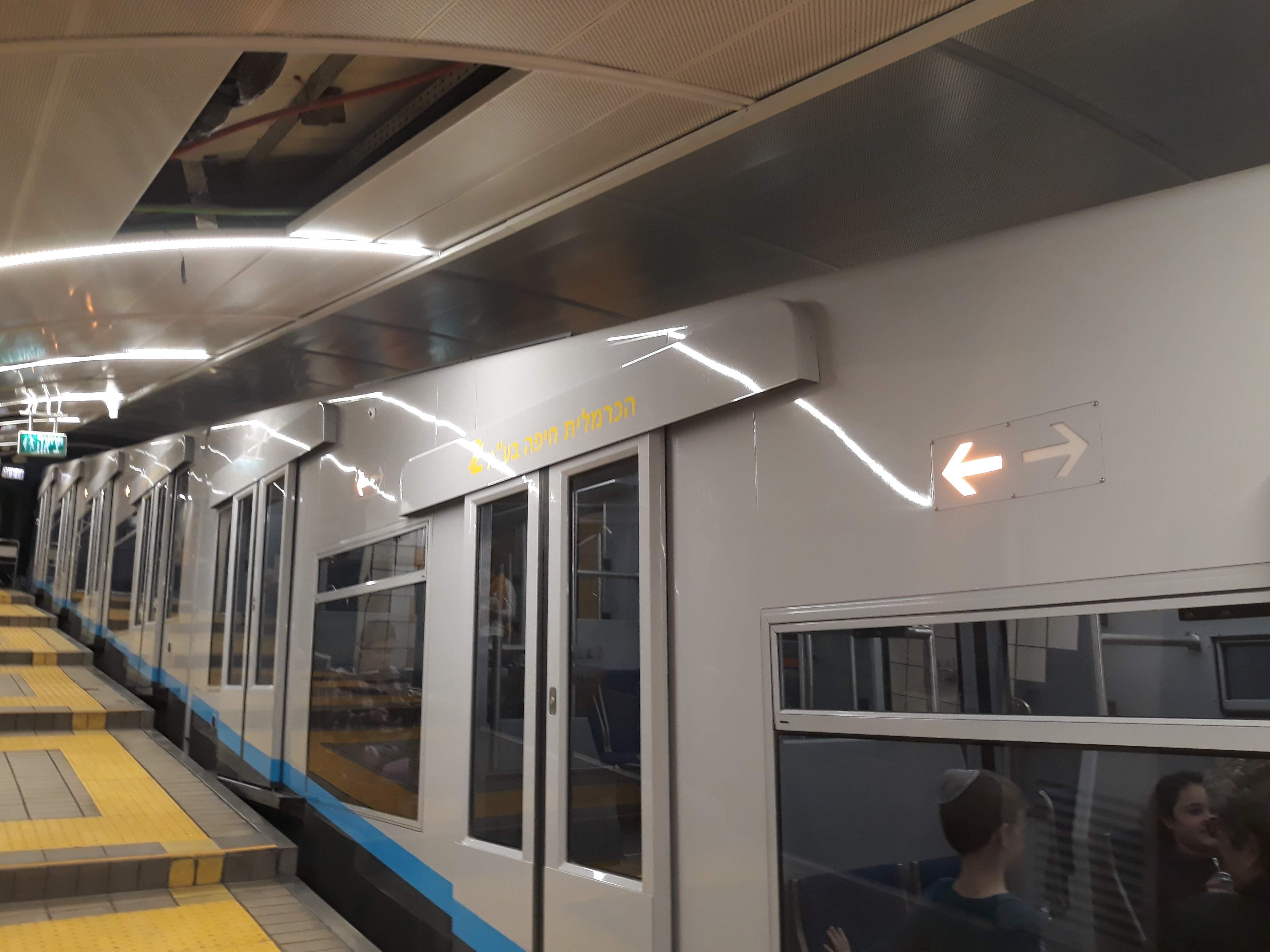
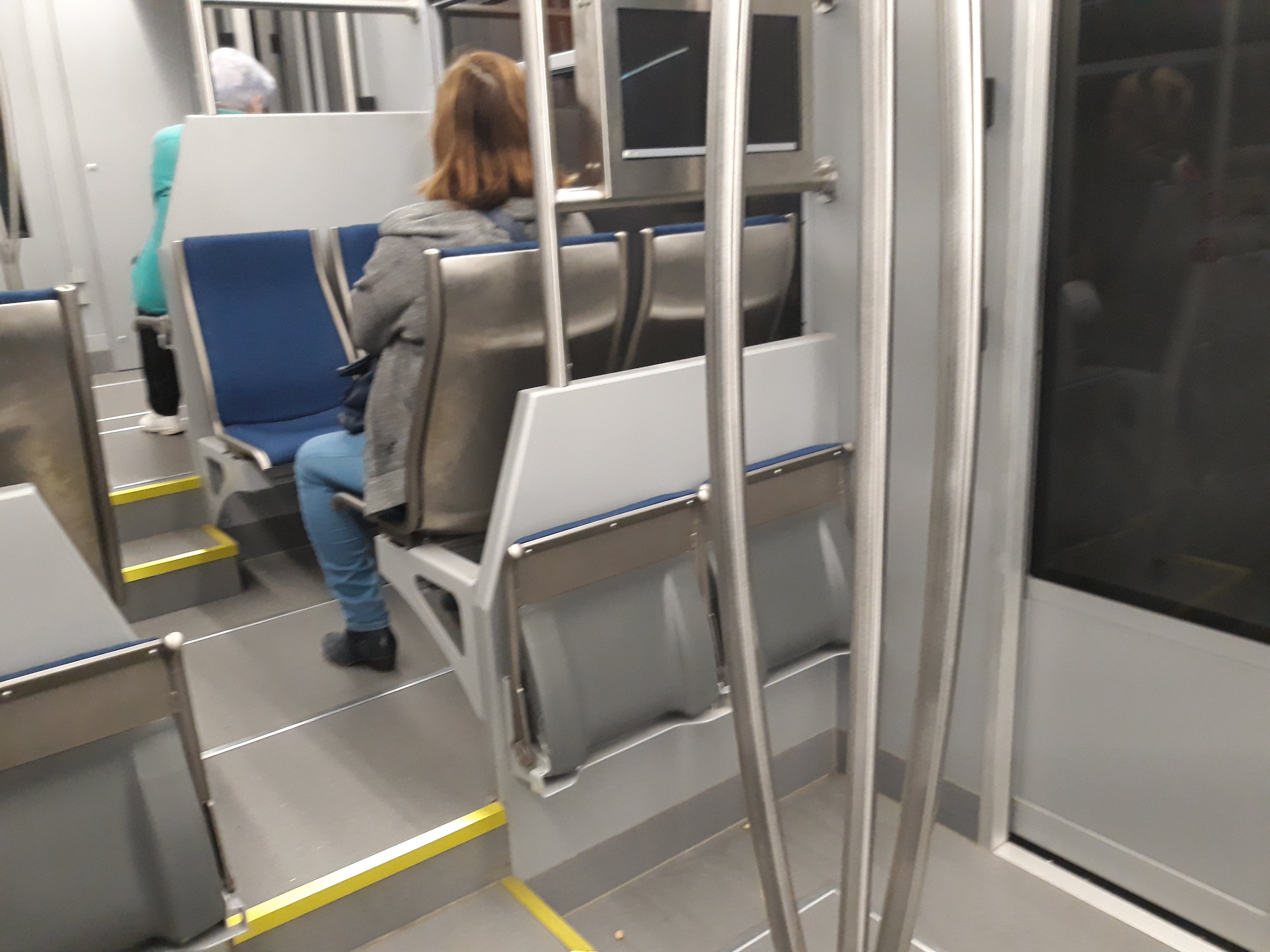
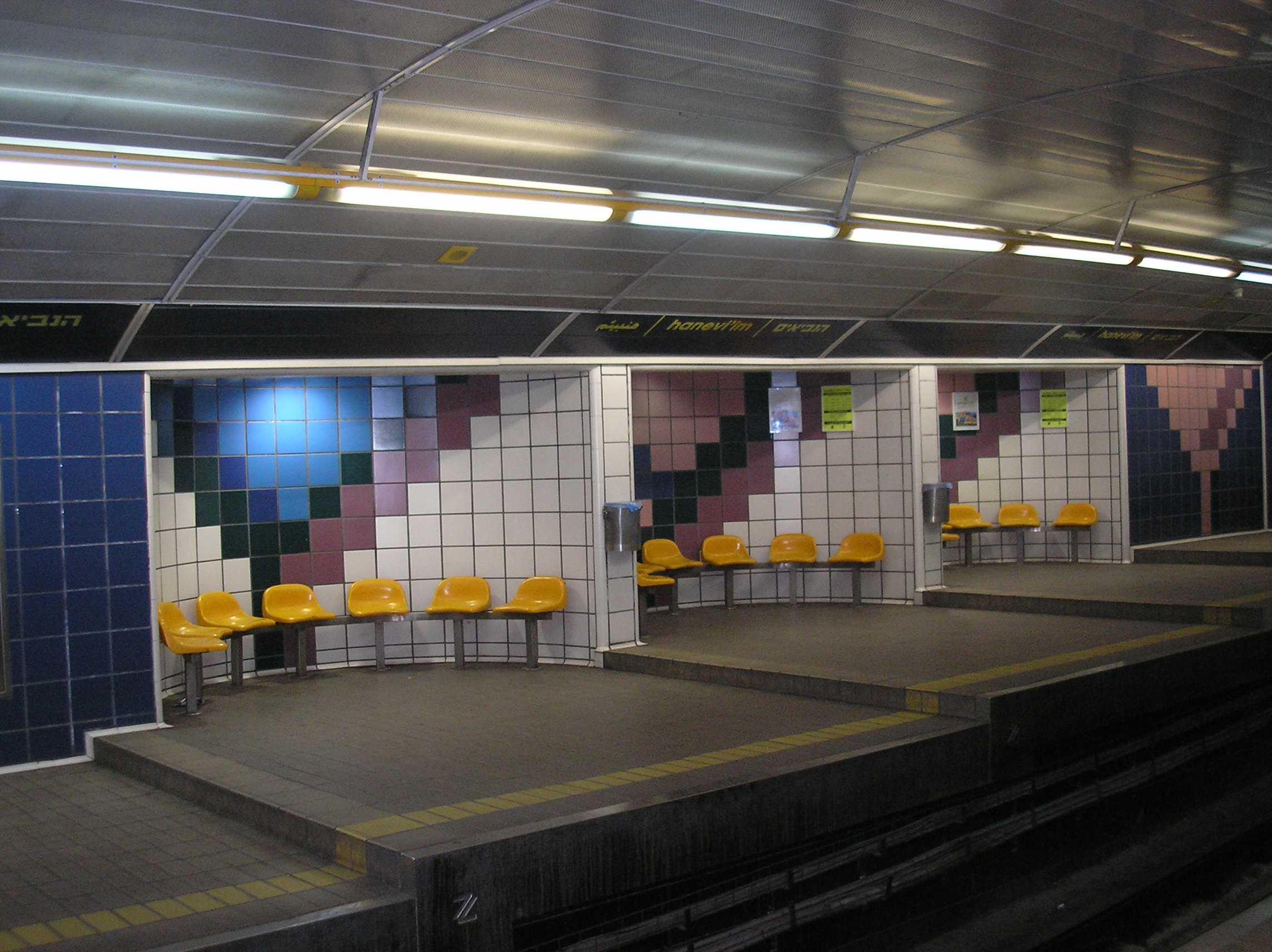
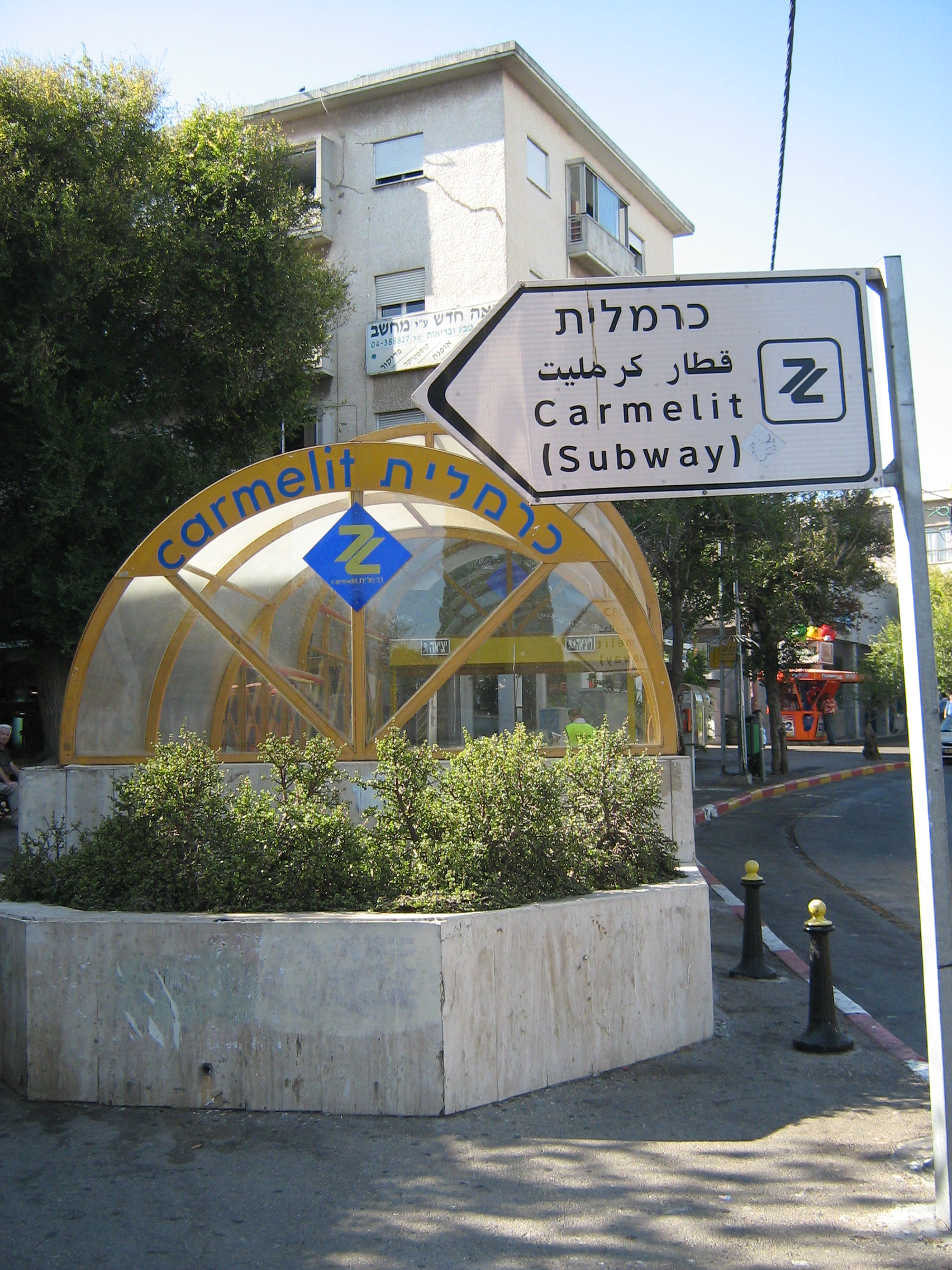